# Epiteli cuboidal simple
L'epiteli cuboidal simple és un tipus d'epiteli que consisteix en una sola capa de cèl·lules cuboidals (semblants a un cub, que són tan amples com altes). També rep el nom epiteli cúbic simple, denominació morfològicament no tan apropiada. Aquestes cèl·lules cuboidals tenen nuclis grans, esfèrics i centrals.
Es troben epitelis cúbics simples a la superfície dels ovaris, el revestiment dels nefrons, les parets dels túbuls renals i parts de l'ull i de la tiroide, juntament amb les glàndules salivals.
En aquestes superfícies, les cèl·lules realitzen secreció i absorció.